# Geologisch monument Sterrenstenen

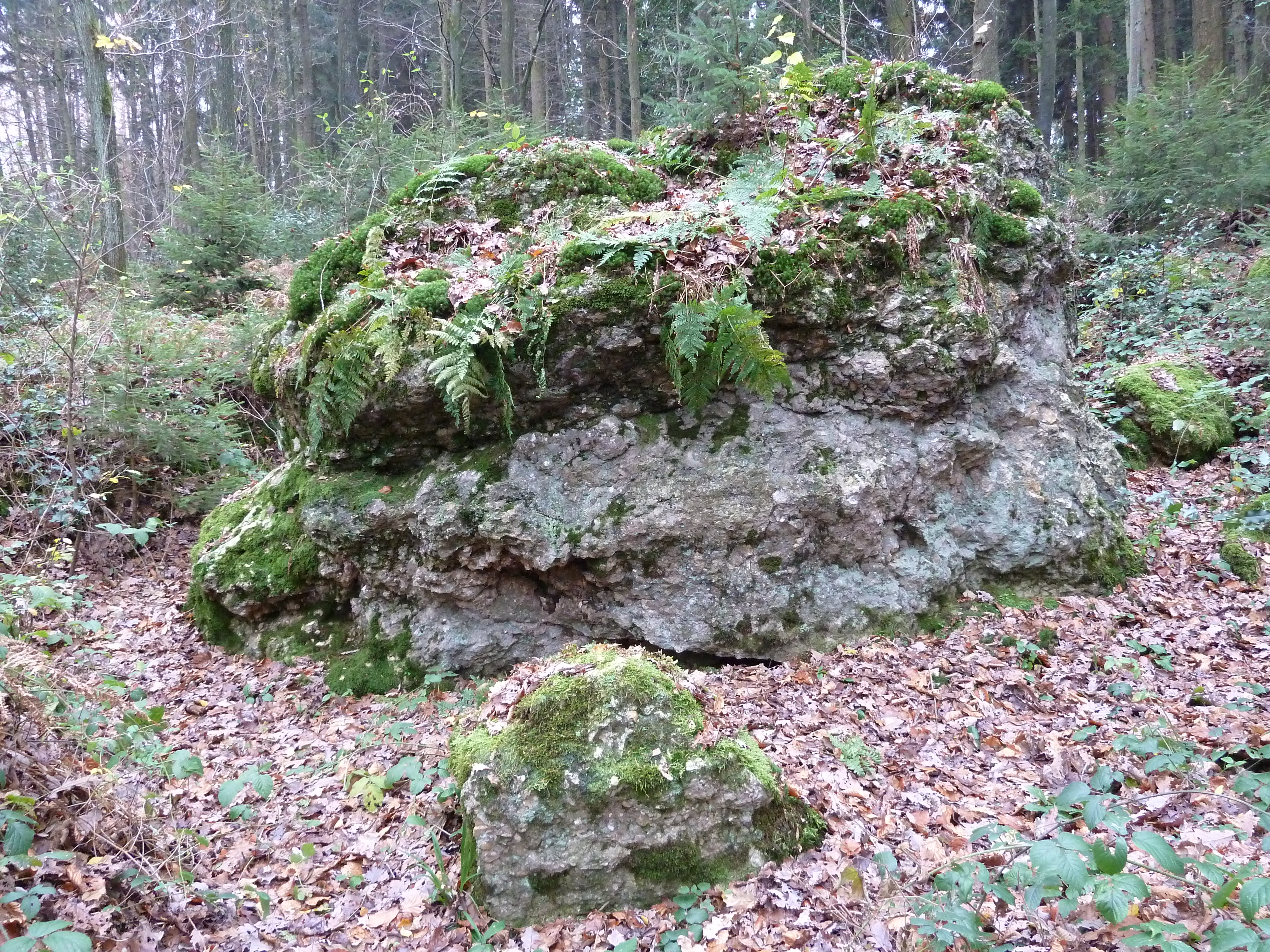
Geologisch monument Sterrenstenen

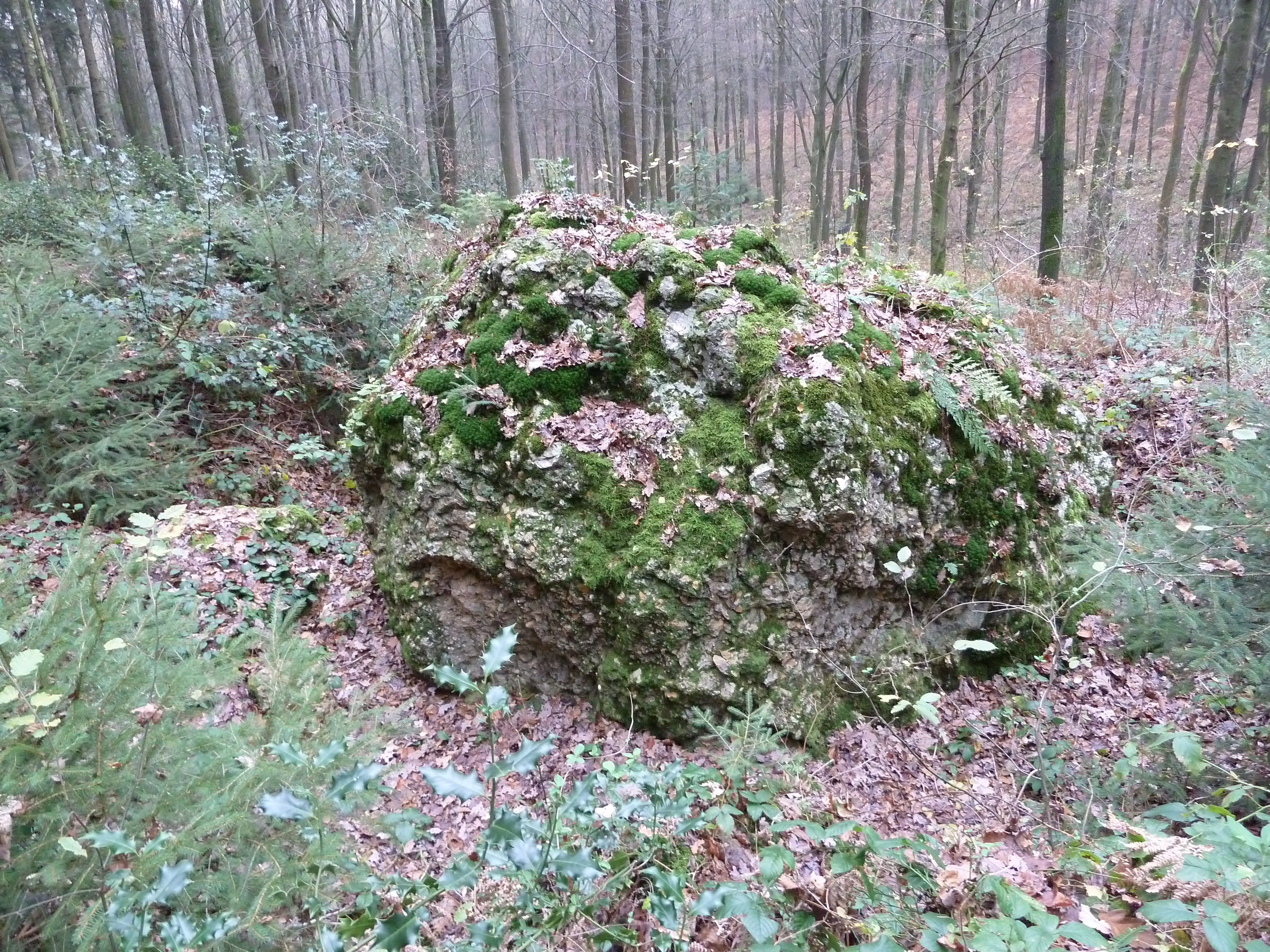

Het Geologisch monument Sterrenstenen is een geologisch monument in de gemeente Vaals in Nederlands Zuid-Limburg. Het monument bestaande uit enkele steenbrokken ligt in het noordwesten van het Vijlenerbos in het Elzetterbos op het Plateau van Vijlen.

## Geschiedenis
Reeds in vroeger tijden werden verspreid over het bos ruwe stenen aangetroffen die een merkwaardige samenstelling hadden. Men kon deze blokken niet verklaren en noemde ze sterrenstenen, omdat ze dachten dat ze als meteorieten of vallende sterren uit de lucht waren komen vallen.
In de 20e eeuw werden er door de priesterstudenten van het missiehuis Emmaus, gesitueerd aan de rand van het bos, een groot aantal blokken uit het Vijlenerbos en Elzetterbos versleept en samengebracht in het park achter het missiehuis.

## Geologie
In de periode van het Krijt was het gebied van Zuid-Limburg voor een bepaalde tijd overstroomd en bevond zich hier een Krijtzee. In die tijd werd er hier een sedimentpakket van 300 meter dik afgezet bestaande uit klei, zand en kalk. Dit pakket van kalksteen bestond uit de Formatie van Gulpen. Door de eeuwen heen verdween een groot deel van de kalksteen, bijvoorbeeld door oplossing onder invloed van regenwater dat door de bodem sijpelde. Hierdoor verdween er een ongeveer 55 meter dik pakket aan kalksteen. Het eluvium in al die kalksteenlagen loste niet op en bleef achter in de bodem als vuursteeneluvium.
In het jongste deel van het Tertiair ontstonden tussen 7 en 2,5 miljoen jaar geleden deze steenbrokken. De stenen zijn breksies en bestaan uit ruw vuursteen, wat grind en fijnkorrelig zand, dat samen tot grote klonten aan elkaar is verkit met kiezelcement.
De stenen van dit moment bestaan in de hoofdzaak uit verkit vuursteen, terwijl de steenblokken van Geologisch monument Zandsteenblokken uit verkit zandsteen bestaan.
De ondergrond van dit gebied bevat hier fijnkorrelig glauconiethoudend zand uit de Formatie van Vaals, waar bovenop op de hogere delen geelgrijs kalksteen gelegen is en het zand en de kalksteen beiden afgedekt worden door vuursteeneluvium.
Ten noorden van de blokken bevindt zich de sedimentatierand van de Oostmaas en in het landschap zichtbaar is door de daar aanwezige terreintrap. De Oostmaas zette hier Maasgrind en -zand af van het Laagpakket van Kosberg.

## Sage
Over de Sterrenstenen is er een sage in omloop. De sage vertelt dat er onder de grootste steen een slang zou zitten die er voor zou zorgen dat de stenen niet vrijgegraven en opgetild zouden worden.